# Ґронди-Малі
Ґронди-Малі (пол. Grądy Małe) — село в Польщі, у гміні Єдвабне Ломжинського повіту Підляського воєводства.
Населення — 72 особи (2011).
У 1975-1998 роках село належало до Ломжинського воєводства.

## Демографія
Демографічна структура станом на 31 березня 2011 року:
|          | Загалом | Допрацездатний вік | Працездатний вік | Постпрацездатний вік |
| -------- | ------- | ------------------ | ---------------- | -------------------- |
| Чоловіки | 39      | 6                  | 26               | 7                    |
| Жінки    | 33      | 5                  | 15               | 13                   |
| Разом    | 72      | 11                 | 41               | 20                   |